# Термінографія
Термінографія — наука, що займається складанням словників спеціальної лексики. Низка науковців розглядає термінографію як розділ термінознавства.
Сферою діяльності термінографії є теорія і практика укладання термінологічних словників. Практична діяльність полягає у збиранні, систематизації, фіксації та описі матеріалу. Результатами роботи є видання термінологічних довідкових видань як окремої галузі знання, так і мови загалом, теоретичні дослідження у цій галузі.